# Micromonodon tener
Micromonodon tener là một loài tò vò trong họ Ichneumonidae.